# Maag
Die Maag, auch Weeser Linth genannt, ist ein Bach in der Schweiz bei Weesen im Kanton St. Gallen. Früher leitete die Maag das Wasser aus dem Walensee in die Linth ab. Diese limnologische Aufgabe übernahm im Zusammenhang der Linthkorrektur (von 1807 bis 1822) der Linthkanal. Der verbleibende Teil der Maag fliesst im Norden des damals neu entstandenen Kanals und mündet unterhalb des Biberlichopfs in den Linthkanal.

## Name
Im 16. Jh. wird die Maag erstmals schriftlich erwähnt. Der Name könnte sich vom keltischen *magā „die Grosse“ ableiten. Angesichts des späten Erstbelegs ist eine Rückbildung aus dem Flussnamen Limmat (12. Jh. Lindemaga) denkbar.

## Maag-Korrektion
Im 18. Jahrhundert führte eine weitflächige Abholzung der Wälder im Glarnerland zu verstärkten Erosionen und Murgängen, und das Geschiebe wurde durch die Linth in der Linthebene abgelagert. Dadurch wurde die Maag so stark gestaut, dass das Wasser aus dem Walensee nicht mehr abfliessen konnte und der Seespiegel zu steigen begann. So kam es in der Linthebene und um den Walensee zu rückstaubedingten Überschwemmungen; die Bevölkerung  erkrankte an Malaria und Tuberkulose und verarmte. 
Um diese hausgemachte Naturkatastrophe zu beheben, wurde unter der Leitung von Hans Conrad Escher eine Gewässerkorrektion durchgeführt: Mit dem Linthwerk wurde die Linth bei Mollis durch den Escherkanal in den Walensee umgeleitet und die Maag wurde durch den Linthkanal in den Zürichsee geführt. Bei Ziegelbrücke mündete zuvor die Maag in die Linth. Daraus resultiert auch die heute etwas verwirrende Namensgebung: Die Linth fliesst durch den Escherkanal in den Walensee; dieser entwässert durch den Linthkanal in den Zürichsee. 